# Jayawijayagebergte
Het Jayawijayagebergte ligt in de Indonesische provincie Papoea op het eiland Nieuw-Guinea. Het gebergte vormt het oostelijke gedeelte van het  Maokegebergte (het "Sneeuwgebergte"). De hoogste bergtoppen zijn de Puncak Trikora ("Julianatop", 4730 m) en de Puncak Mandala ("prins Hendriktop", 4640 m). Het Jayawijayagebergte heette in de Nederlandse koloniale tijd (tot 1962) het  Oranjegebergte.